# Ortenaukreis
Ortenaukreis este un district rural (Landkreis) în landul Baden-Württemberg, Germania.